# Тама (Кировский район)
Тама́ (укр. Тама, крымскотат. Tama, Тама) — исчезнувшее село в Кировском районе Республики Крым, располагавшееся в центре района, примерно, на месте современной железнодорожной станции — Кировская.

## История
Идентифицировать Тама среди, зачастую сильно искажённых, названий деревень Старо-Крымского кадылыка Кефинскаго каймаканства в Камеральном Описании Крыма 1784 года. После присоединения Крыма к России (8) 19 апреля 1783 года, (8) 19 февраля 1784 года, именным указом Екатерины II сенату, на территории бывшего Крымского Ханства была образована Таврическая область и деревня была приписана к Левкопольскому, а после ликвидации в 1787 году Левкопольского — к Феодосийскому уезду Таврической области. После Павловских реформ, с 1796 по 1802 год, входила в Акмечетский уезд Новороссийской губернии. По новому административному делению, после создания 8 (20) октября 1802 года Таврической губернии, Тама был включён в состав Парпачской волости Феодосийского уезда.
По Ведомости о числе селений, названиях оных, в них дворов… состоящих в Феодосийском уезде от 14 октября 1805 года, в деревне Тома числилось 12 дворов и 77 жителей. Затем, видимо, вследствие эмиграции крымских татар в Турцию, деревня опустела и на военно-топографической карте генерал-майора Мухина 1817 года деревня Тама обозначена с 3 дворами. После реформы волостного деления 1829 года Тама, согласно «Ведомости о казённых волостях Таврической губернии 1829 года», передали в состав Агерманской волости (переименованной из Парпачской). На карте 1836 года в деревне 7 дворов, а на карте 1842 года Тама обозначен условным знаком «малая деревня», то есть, менее 5 дворов.
В 1860-х годах, после земской реформы Александра II, деревню приписали к Арма-Элинской волости. Согласно «Списку населённых мест Таврической губернии по сведениям 1864 года», составленному по результатам VIII ревизии 1864 года, Тама — владельческая татарская деревня с 3 дворами и 14 жителями при источнике Субаш. По обследованиям профессора А. Н. Козловского начала 1860-х годов, в селении «имелось достаточное количество пресной воды» из колодцев глубиною не более 1,5 сажени (менее 3 м). На трёхверстовой карте Шуберта 1865—1876 года в деревне Тама обозначены 3 двора. Затем, видимо, деревня опустела, поскольку в «Памятной книге Таврической губернии 1889 года» не числится, а по «…Памятной книжке Таврической губернии на 1892 год» в деревне Тама Владиславской волости, не входившей ни в одно сельское общество, жителей и домохозяйств не числилось. В дальнейшем в доступных источниках не встречается